# Sorción

Mecanismo de absorción de gas-líquido (a) y de adsorción de líquido-sólido (b). Las esferas azules son moléculas de soluto.

La sorción es un proceso físico y químico mediante el cual una sustancia se adhiere a otra. Los casos específicos de sorción se tratan en los siguientes artículos:
- Absorción - "la incorporación de una sustancia en un estado a otro de un estado diferente"[1] (por ejemplo, líquidos que son absorbidos por un sólido o gases que son absorbidos por un líquido);
- Adsorción - la adherencia o unión física de iones y moléculas sobre la superficie de otra fase (por ejemplo, reactivos adsorbidos a una superficie de catalizador sólido);
- Intercambio de iones - un intercambio de iones entre dos electrolitos o entre un electrolito solución y un complejo.

El reverso de la sorción es la desorción.

## Tasa de sorción
La tasa de adsorción y absorción de un soluto diluido en una solución gaseosa o líquida a una superficie o interfaz se puede calcular utilizando las leyes de difusión de Fick.